# Imágenes de Purkinje

Esquema de la luz y cuatro imágenes de Purkinje

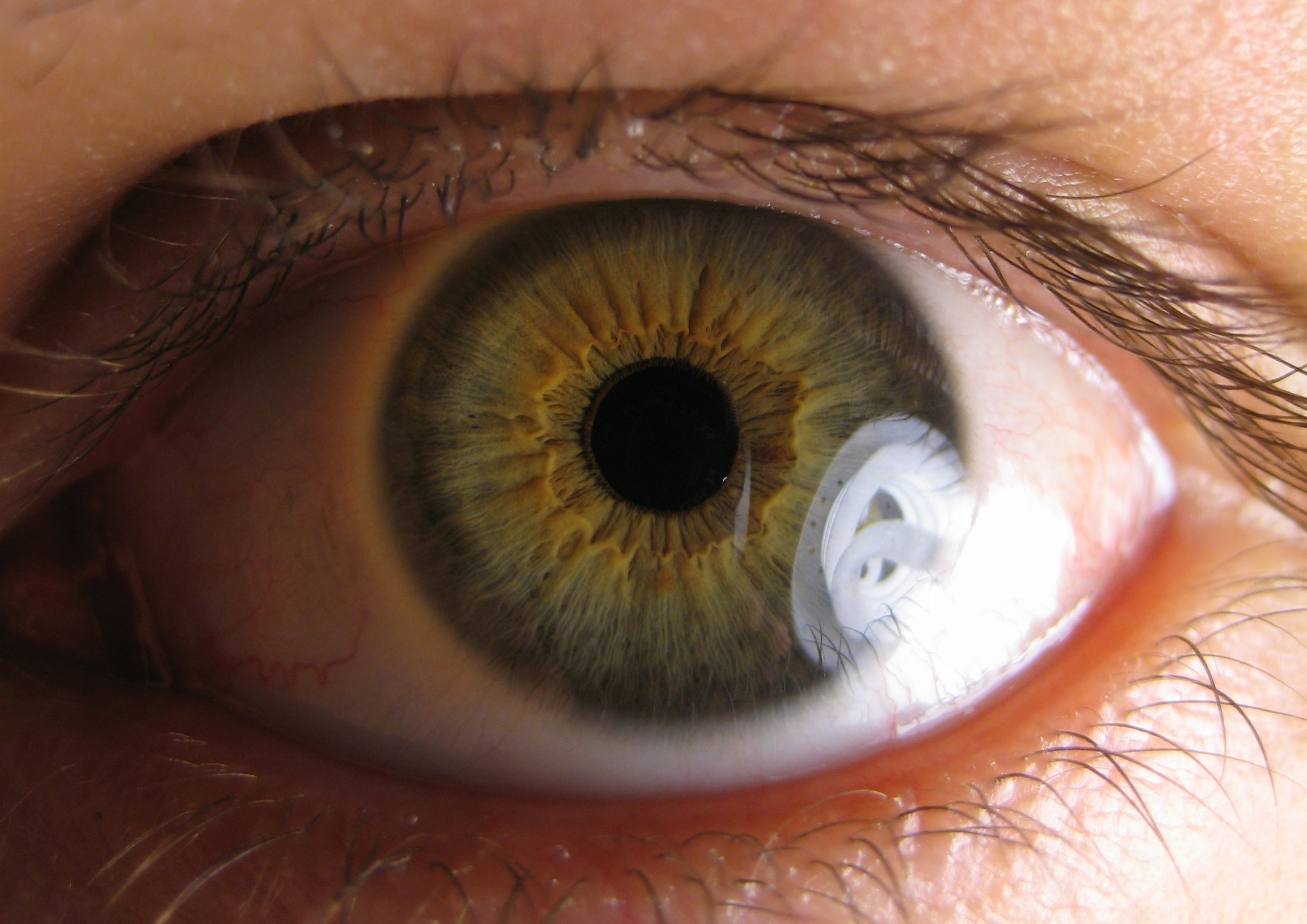
Un ojo con imágenes de Purkinje

Las imágenes de Purkinje (también, reflejos de Purkinje o imágenes Purkinje-Sanson) son reflejos de objetos de la estructura del ojo. Son visibles al menos cuatro imágenes de Purkinje. La primera imagen visible de Purkinje (P1) es el reflejo de la superficie externa de la córnea. La segunda imagen de Purkinje (P2) es el reflejo de la superficie interna de la córnea. La tercera imagen de Purkinje (P3) es el reflejo de la superficie (anterior) exterior de la lente. La cuarta imagen de Purkinje (P4) es el reflejo de la superficie (posterior) interior de la lente. A diferencia de los otros, P4 es una imagen invertida.
Las imágenes de Purkinje-Sanson reciben ese nombre en honor del anatomista y fisióligo checo Jan Evangelista Purkyně (1787–1869) y el médico francés Louis Joseph Sanson (1790–1841).[cita requerida]
La tercera y cuarta imagen de Purkinje pueden verse desde el propio ojo. La luz reflejada de las superficies de la lente pueden reflejarse hacia el ojo desde la superficie posterior de la córnea.
La primera y cuarta imagen de Purkinje son utilizadas por algunos rastreadores oculares, es decir, dispositivos para medir la posición de un ojo. El reflejo de córnea (imagen P1) usado en esta medida es conocido generalmente como glint.

## Brillo
El brillo de las imágenes de Purkinje puede ser determinado usando la ecuación de Fresnel: 
{\displaystyle {\text{Intensidad (brillo}}=(n'-n)^{2}/(n'+n)^{2},}{\displaystyle n}{\displaystyle n'}
dónde n y n' son los índices de refracción antes y después de la superficie reflectante. La imagen de Purkinje P1 es la más brillante de las cuatro, le siguen P3 y P4 (P3 y P4 tienen el mismo brillo) y luego P2. Las imágenes de Purkinje pueden ser utilizadas para determinar las curvaturas y separaciones del ojo.